# Synedra
Synedra (griech. synedros 'beieinander sitzend') ist eine Gattung der Kieselalgen (Bacillariophyta) mit etwa 100 Arten, die in Süß- und Meerwasser vorkommen. Die Arten sind Fragilaria sehr ähnlich, die Abgrenzung der beiden Gattungen unklar.

## Merkmale
Die Vertreter sind lang gestreckte, nadelförmige und unbewegliche einzellige Algen. Die Zelle ist von der für Kieselalgen charakteristischen aus zwei Theken bestehenden Kieselschale umgeben. In Seitenansicht erscheint sie schmal rechteckig, in der Schalenansicht nadelförmig oder schmal schiffchenförmig. Die Zellen sind einzeln, können aber auch durch eine Gallerte zu Gruppen vereint sein. Die Zellen sind nicht gekrümmt oder gebogen. Der Zellkern sitzt zentral. Meist gibt es zwei langgestreckte Plastiden, die durch Fucoxanthin goldbraun sind und sich an den Seiten befinden. Die beiden Schalen besitzen keine Raphe. Die Größe beträgt 10 bis 500 Mikrometer.
Die ungeschlechtliche Fortpflanzung erfolgt durch die typische Zweiteilung der Kieselalgen. Die geschlechtliche Fortpflanzung erfolgt durch Anisogamie, wobei pro Zelle zwei Gameten gebildet werden. Nach der Zellverschmelzung kommt es zur Bildung einer Auxospore und dabei zur Zellvergrößerung.
Die Arten unterscheiden sich in der Zellform, der Zellgröße und der Koloniebildung.

## Anmerkung zu Nomenklatur
Synedra wurde ursprünglich von Ehrenberg beschrieben.
Viele Arten, die ursprünglich der Gattung Synedra zugeordnet wurden, wurden inzwischen zu anderen Gattung verschoben, vor allem zu Fragilaria und Ulnaria. Die aktuellen Namen sind zum Teil in der AlgaeBase gelistet.

## Vorkommen
Synedra komm kommt in stehenden und langsam fließenden Gewässern vor und lebt festsitzend oder planktisch.

## Belege
1. ↑  Ehrenberg, C.G. 1832 [ref. 000282]. Über die Entwicklung und Lebensdauer der Infusionsthiere; nebst ferneren Beiträgen zu einer Vergleichung ihrer organischen Systeme. Abhandlungen der Königlichen Akademie der Wissenschaften zu Berlin 1831:1-154, 4 pls.
2. ↑  http://www.algaebase.org/search/species/

- Karl-Heinz Linne von Berg, Michael Melkonian u. a.: Der Kosmos-Algenführer. Die wichtigsten Süßwasseralgen im Mikroskop. Kosmos, Stuttgart 2004, ISBN 3-440-09719-6, S. 234.